# Photocryptus apicipennis
Photocryptus apicipennis är en stekelart som först beskrevs av Brethes 1927.  Photocryptus apicipennis ingår i släktet Photocryptus och familjen brokparasitsteklar. Inga underarter finns listade i Catalogue of Life.